# Słowacki Uniwersytet Medyczny w Bratysławie
Słowacki Uniwersytet Medyczny w Bratysławie (słow. Slovenská zdravotnícka univerzita v Bratislave) – słowacka państwowa szkoła wyższa typu uniwersyteckiego w Bratysławie. Utworzona została w 1953 jako akademia medyczna (Slovenská postgraduálna akadémia medicíny), zaś 25 czerwca 2002 roku została przekształcona w obecnie istniejący uniwersytet. Uczelnia ma siedzibę w dzielnicy Kramáre, posiada także placówki zamiejscowe w całej Słowacji.
Ma cztery wydziały:
- Wydział Pielęgniarstwa i Medycznych Studiów Zawodowych (Fakulta ošetrovateľstva a zdravotníckych odborných štúdií)
- Wydział Medycznych Studiów Specjalizacyjnych (Fakulta zdravotníckych špecializačných štúdií)
- Wydział Zdrowia Publicznego (Fakulta verejného zdravotníctva)
- Wydział Nauk o Zdrowiu w Bańskiej Bystrzycy (Fakulta zdravotníctva so sídlom v Banskej Bystrici) (od 2005 r.).